# Hybolasius modestus
Hybolasius modestus es una especie de escarabajo longicornio del género Hybolasius, tribu Acanthocinini, subfamilia Lamiinae. Fue descrita científicamente por Broun en 1880.

## Descripción
Mide 3-5,6 milímetros de longitud.

## Distribución
Se distribuye por Nueva Zelanda.